# Marco Jansen
Marco Jansen (* 1. Mai 2000 in Klerksdorp, Südafrika) ist ein südafrikanischer Cricketspieler, der seit 2021 für die südafrikanische Nationalmannschaft spielt.

## Kindheit und Ausbildung
Marco Jansen und sein Zwillingsbruder Duan Jansen wurden beide durch ihren Vater gecoacht. Mit seiner Körpergröße von 2,06 m ragte er heraus und fiel im Alter von 17 Jahren, als er gegen das tourende indische Team als Netzbowler tätig war, unter anderem Virat Kohli positiv auf. Mit der U19-Nationalmannschaft ging er 2019 auf eine Tour in Indien.

## Aktive Karriere
Im Draft für die Indian Premier League 2021 wurde er von den Mumbai Indians erworben. Sein Debüt in der Nationalmannschaft gab er in der Test-Serie gegen Indien zum Jahreswechsel 2021/22. In seinem ersten Test erzielte er 4 Wickets für 55 Runs. In den beiden weiteren Spielen erzielte er jeweils einmal drei und einmal vier Wickets in den beiden Innings (4/31 & 3/67 und 3/55 & 4/36). Auch gab er bei der Tour sein ODI-Debüt. Zunächst wurde er vorwiegend im Test-Team eingesetzt. In Neuseeland im Februar erreichte er im zweiten Test abermals sieben Wickets (4/98 und 3/63). Für die Indian Premier League 2022 wurde er von den Sunrisers Hyderabad gedraftet. Im Juni absolvierte er in Indien sein Debüt im Twenty20-Cricket. Im August gelangen ihm gegen England im dritten Test 5 Wickets für 35 Runs. Ursprünglich war er nicht für den ICC Men’s T20 World Cup 2022 vorgesehen, wurde dann jedoch nach einer Verletzung von Dwaine Pretorius nachnominiert.